# 752 Sulamitis
752 Sulamitis је астероид главног астероидног појаса. Приближан пречник астероида је 62,77 ,
а средња удаљеност астероида од Сунца износи 2,462 астрономских јединица (АЈ).
Инклинација (нагиб) орбите у односу на раван еклиптике је 5,956 степени, а орбитални период износи 1411,054 дана (3,863 године). Ексцентрицитет орбите астероида износи 0,074.
Апсолутна магнитуда астероида износи 10,10 а геометријски албедо 0,040.
Астероид је откривен 30. априла 1913. године.